# Max Eckard

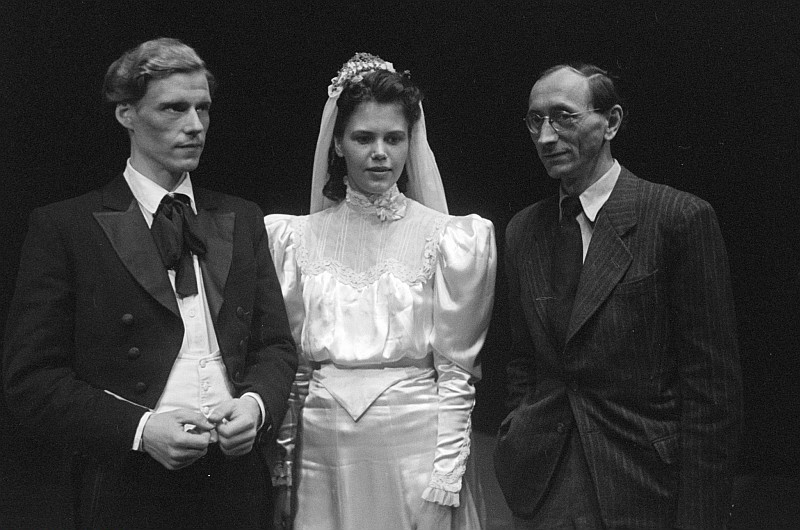
Max Eckard (links) als George, mit Ruth Schilling als Emily und Regisseur Bruno Hübner in Unsere kleine Stadt von Thornton Wilder am Deutschen Theater in Berlin, 1945

Max Eckard (* 25. Oktober 1914 in Kiel als Max Eckard Hass; † 6. Dezember 1998) war ein deutscher Schauspieler, Hörspiel- und Synchronsprecher.

## Leben
Max Eckard Hass wurde in Kiel als Sohn eines Kinobesitzers geboren. Er arbeitete zunächst als Bühnenschauspieler in Berlin, Hamburg sowie in Düsseldorf unter Gustaf Gründgens. Eckard stand 1944 in der Gottbegnadeten-Liste des Reichsministeriums für Volksaufklärung und Propaganda.
Obwohl Eckard bereits 1934 mit der Komödie Krach um Jolanthe sein Filmdebüt gab, bleiben Filmauftritte rar, wie etwa 1949 neben Willy Millowitsch in Gesucht wird Majora oder an der Seite Jenny Jugos in der Komödie Träum’ nicht, Annette! (1950). Gründgens besetzte ihn 1960 als Valentin in seiner legendären Verfilmung des Faust. 1955 ging er an das Deutsche Schauspielhaus in Hamburg.
Öfter war er im Fernsehen präsent, vor allem in Produktionen von Bühnendramen. So spielte er den Wilhelm Tell (1966) und den Antonio in William Shakespeares Der Kaufmann von Venedig (1968). Besondere Popularität erreichte er 1963 als Hauptdarsteller des Fernsehmehrteilers Tim Frazer nach Francis Durbridge. Die verfilmten Durbridge-Krimis hatten in den 1960er Jahren so hohe Einschaltquoten, dass sie als Straßenfeger bekannt wurden. Auch die Produktion von Tim Frazer war erfolgreich (Einschaltquoten zwischen 80 und 93 %), so dass 1964 ein weiterer Mehrteiler gedreht wurde (Der Fall Salinger) – wiederum mit Eckard in der Hauptrolle. 1964 erhielt er den Bronzenen Bravo Otto der Jugendzeitschrift BRAVO. Nach Ende der 1960er Jahre zog sich Eckard mehr und mehr von Film und Fernsehen zurück. Eine seiner letzten Rollen war ein Gastauftritt in der ZDF-Krimiserie Derrick.
Daneben arbeitete Eckard in der Synchronisation und synchronisierte international bekannte Schauspielkollegen wie Sean Connery (Das rote Zelt), Karl Malden (Endstation Sehnsucht), Yves Montand (Grand Prix), Gregory Peck (Des Königs Admiral), Gérard Philipe (Der Idiot) und Raf Vallone (Bitterer Reis).
Seit 1947 war er auch als Hörspielsprecher tätig, vorzugsweise bei den Funkhäusern des NWDR und des BR. Fast immer gehörte er zu den Hauptdarstellern. Er spielte viele klassische Rollen in Vorlagen von Friedrich Schiller, Johann Wolfgang von Goethe oder William Shakespeare. Aber auch in Krimis war er zu hören, wie 1951 als Erzähler in den 6 Teilen der Reihe Aus den Geheimakten von Scotland Yard, in denen es um wahre Kriminalfälle aus den Akten der britischen Behörde ging.
In den Jahren 1953 und 1954 gab er dem Reporter Rex Rendal in allen 12 Teilen seine Stimme. 1951 sprach er die Rolle des Robert Wilson in der Funkfassung der Geschichte Das kurze glückliche Leben des Francis Macomber von Ernest Hemingway. In der Filmfassung (Titel: Die Affäre Macomber) von 1947 hatte Gregory Peck diese Rolle inne. Außerdem sprach er den Vater in Otfried Preußlers Kinderhörspiel Der kleine Wassermann.

## Familie
Max Eckard war mit der österreichischen Theaterschauspielerin Solveig Thomas verheiratet; sie spielte neben ihm tragende Rollen am Hamburger Schauspielhaus, ebenso wie in mehreren Hörspielen.

## Filmografie (Auswahl)
- 1934: Krach um Jolanthe
- 1939: Zwei Welten
- 1940: Das Fräulein von Barnhelm
- 1944/48: Fahrt ins Glück
- 1945: Der Puppenspieler (unvollendet)
- 1947: Wozzeck
- 1948: Träum’ nicht, Annette!
- 1949: Gesucht wird Majora
- 1952: Der große Zapfenstreich
- 1960: Das Land der Verheissung (Fernsehfilm)
- 1960: Wer überlebt ist schuldig (Fernsehfilm)
- 1960: Faust
- 1961: Der Schlagbaum (Fernsehfilm)
- 1961: Ruf zur Leidenschaft (Fernsehfilm)
- 1963: Tim Frazer – Durbridge-Sechsteiler
- 1964: Tim Frazer: Der Fall Salinger – Durbridge-Sechsteiler
- 1966: Gideon
- 1966: Wilhelm Tell
- 1966: Hinter diesen Mauern (Fernsehfilm)
- 1967: Die spanische Puppe (Fernsehfilm)
- 1967: Der Mann aus dem Bootshaus (Fernsehfilm)
- 1968: Der Kaufmann von Venedig
- 1970: Abel, wo ist dein Bruder (Fernsehfilm)
- 1975: Derrick; Folge: Ein Koffer aus Salzburg
- 1977: Travestie
- 1981: In der Sache J.Robert Oppenheimer (Fernsehfilm)

## Theater
- 1947: L. Scheinin/Gebrüder Tur: Oberst Kusmin (amerikanischer Oberst) – Regie: Robert Trösch (Theater am Schiffbauerdamm)

## Hörspiele (Auswahl)
- 1947: Mein Herz ist im Hochland – Regie: Otto Kurth
- 1947: Eine Familie – Regie: Otto Kurth
- 1949: Das heilige Experiment – Regie: Wilhelm Semmelroth
- 1949: Verwandelte Welt – Autor und Regie: Wilhelm Semmelroth
- 1949: Barbara Blomberg – Regie: Wilhelm Semmelroth
- 1949: Weh’ dem, der lügt – Regie: Wilhelm Semmelroth
- 1950: Romeo und Julia – Regie: Edward Rothe
- 1950: Feindliche Heimat – Regie: Eduard Hermann
- 1950: Denn, was man einer Frau verbietet – Regie: Wilhelm Semmelroth
- 1950: Fische im Netz – Regie: Eduard Hermann
- 1950: Alle meine Söhne – Regie: Wilhelm Semmelroth
- 1951: Rebell der Wüste – Regie: Raoul Wolfgang Schnell
- 1951: Revolte der Schlittenhunde – Regie: Raoul Wolfgang Schnell
- 1951: Aus den Geheimakten von Scotland Yard (6 Folgen) – Regie: Eduard Hermann
- 1951: Das kurze glückliche Leben des Francis Macomber – Regie: Ludwig Cremer
- 1951: Stern der Offenbarung – Regie: Wilhelm Semmelroth
- 1952: ... und wenn man dabei vor die Hunde geht – Regie: Eduard Hermann
- 1952: Elektra – Regie: Ludwig Cremer
- 1952: Des Meeres und der Liebe Wellen – Regie: Heinz-Günter Stamm
- 1952: Der Weg in die Hölle – Regie: Eduard Hermann
- 1952: They never come back – Regie: Hermann Pfeiffer
- 1952: Der stärkste Mann der Welt – Regie: Raoul Wolfgang Schnell
- 1952: Wir kennen uns nicht mehr – Regie: Wilhelm Semmelroth
- 1952: Flandrischer Herbst – Regie: Ludwig Cremer
- 1952: Unsere Straße – Regie: Ulrich Erfurth
- 1952: Das kleine a-b-c – Autor und Regie: Wilhelm Semmelroth
- 1952: Fips mit der Angel – Regie: Wilhelm Semmelroth
- 1952: Albert und Angelika – Regie: Wilhelm Semmelroth
- 1952: Advent – Regie: Wilhelm Semmelroth
- 1953: Die Straße nach Cavarcere – Regie: Edward Rothe
- 1953: Die Entscheidung fiel um 10.30 Uhr – Regie: Hermann Pfeiffer
- 1953: Abschied in Taganrog – Regie: Heinz-Günter Stamm
- 1953: Es gibt immer zwei Möglichkeiten – Regie: Ludwig Cremer
- 1953: Der Menschenfeind – Regie: Wilhelm Semmelroth
- 1953: Minna von Barnhelm – Regie: Lothar Müthel
- 1953: Lilofee – Regie: Heinz-Günter Stamm
- 1953: Don Carlos – Regie: Heinz-Günter Stamm
- 1953: Der Apollo von Bellac – Regie: Heinz-Günter Stamm
- 1953–54: Reporter Rex Rendal (Titelrolle) (12 Folgen) – Regie: Kurt Meister
- 1954: Die Nibelungen – Regie: Wilhelm Semmelroth
- 1954: Faust. Der Tragödie erster Teil – Regie: Peter Gorski und Gustaf Gründgens
- 1954: Pole Poppenspäler – Regie: Heinz-Günter Stamm
- 1954: Tageszeiten der Liebe – Regie: Wilhelm Semmelroth
- 1954: Das tote Dorf – Regie: Heinz-Günter Stamm
- 1954: Bube, Dame, König – Regie: Raoul Wolfgang Schnell
- 1955: Friedrich Schillers Leben und Werk – Regie: Wilhelm Semmelroth
- 1955: Kabale und Liebe – Regie: Heinz-Günter Stamm
- 1955: Neues aus Schilda; 6. Hörerpost-Sendung – Regie: Wilhelm Semmelroth
- 1955: Der Mondstein – Regie: Wolfgang Schwade
- 1955: Das Mädchen vom Moorhof – Regie: Heinz-Günter Stamm
- 1955: Advent 200 km östlich Kiew – Regie: Gerlach Fiedler
- 1956: Aufbruch ins Abenteuer – Regie: Otto Kurth
- 1956: Atalanta oder Die Jagd von Kaldyon (3 Teile) – Regie: Otto Kurth
- 1956: Minna von Barnhelm – Regie: Heinz-Günter Stamm
- 1956: Der Fuchs – Regie: Heinz-Günter Stamm
- 1956: Polikuschka, der Dieb – Regie: Wolfgang Schwade
- 1956: Der neue Mantel – Regie: Gert Westphal
- 1957: Egmont – Regie: Heinz-Günter Stamm
- 1957: Das Haus hinter den Weiden – Regie: Gustav Burmester
- 1957: Die Muschel öffnet sich langsam – Regie: Kurt Hübner
- 1957: Streik der Gangster – Regie: Günter Siebert
- 1957: Die Furcht hat große Augen – Regie: Gustav Burmester
- 1957: Die Iden des März – Regie: Gert Westphal
- 1957: Die Golfstrom-Story – Regie: Kurt Reiss
- 1958: Wilhelm Tell – Regie: Heinz-Günter Stamm
- 1958: Der Seelenberater – Regie: Carl Nagel
- 1958: Die Jagd nach dem Täter; Folge: Mr. Wood verschwindet! – Regie: S. O. Wagner
- 1959: Fährten in der Prärie – Regie: Gustav Burmester
- 1959: Othello – Regie: Oswald Döpke
- 1959: Tennis – Regie: Gert Westphal
- 1959: Das Spiel von der Auferstehung des Herrn – Regie: Eduard Hermann
- 1959: Kammertheater – Regie: Oswald Döpke
- 1959: Die Räuber – Regie: Heinz-Günter Stamm
- 1959: Die Weber – Regie: Heinz-Günter Stamm
- 1960: Wie kann man nur so leben? – Regie: Mathias Neumann
- 1960: Kap Farewell – Regie: Raoul Wolfgang Schnell
- 1960: Die verrückte Liebe – Regie: Wolfgang Spier
- 1960: Das Käthchen von Heilbronn oder Die Feuerprobe – Regie: Heinz-Günter Stamm
- 1960: Der Mantel der Liebe – Regie: Gustav Burmester
- 1960: Simson Silverman – Regie: Ulrich Lauterbach
- 1961: Die beiden Tabakspfeifen (Die Motte) – Regie: Gustav Burmester
- 1961: Betsie – Regie: Hans Lietzau
- 1961: Die kluge Wienerin – Regie: Heinz Günter Stamm
- 1963: Trugschluß – Regie: Miklos Konkoly
- 1963: Der Entartete – Regie: Hans Lietzau
- 1964: Mister Janus – Regie: Fritz Schröder-Jahn
- 1964: Der Traum des Sultans – Regie: Gustav Burmester
- 1964: Ein Wintermärchen – Regie: Fritz Schröder-Jahn
- 1965: Zwischenfall in Vichy – Regie: Willi Schmidt
- 1969: Bräutigam des Glücks – Regie: Hanns Korngiebel
- 1970: Zwischenbilanz – Regie: Edmund Steinberger
- 1970: Viktoria – Regie: Heinz-Günter Stamm
- 1972: Fernamt, bitte! – Regie: Heinz-Günter Stamm
- 1973: Der Gasmann – Regie: Heinz-Günter Stamm
- 1974: Lesefrüchte – Regie: Heinz-Günter Stamm
- 1974: Kommissar Felix Kulpa schafft Ordnung – Regie: Walter Adler